# 조선안방 스캔들 - 칠거지악
"조선안방 스캔들-칠거지악"은 한국에서 제작된 이전 감독의 2014년 멜로/로맨스 영화이다. 은민 등이 주연으로 출연하였다.

## 출연

### 주연
- 은민
- 에스더
- 민아
- 하리